# Урт

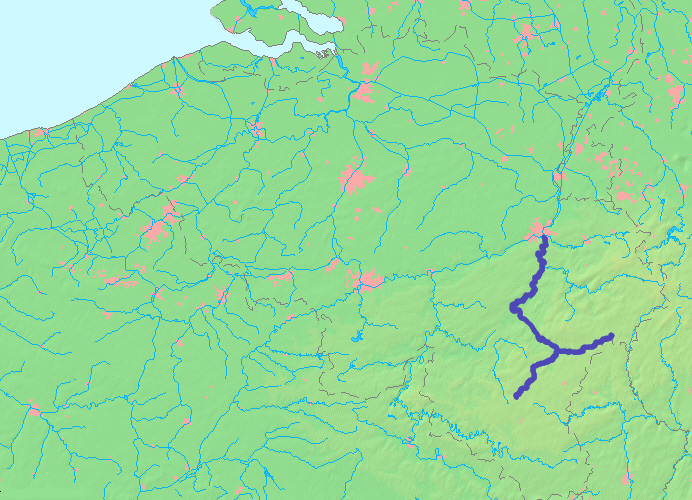
Река Урт, а также Восточный и Западный Урты

Урт (фр. L'Ourthe, валлон. Aiwe d' Oûte) — река в Бельгии, правый приток Мааса.
Длина реки — 165 км, площадь бассейна — 3624 км². Река образуется слиянием речек Западный и Восточный Урт, истоки которых находятся в Арденнах близ Уффализа в провинции Люксембург, далее протекает по территории провинции Льеж, где впадает в Маас в городе Льеж.
Притоки: Неблон.
На Урте находятся города Ла Рош-ан-Арден, Отон, Дюрбюи, Амуар, Энё и Льеж. Город Уффализ находится на Восточном Урте.